# Volodymyr Oleksandrovych Zelenskyy
Volodymyr Oleksandrovych Zelenskyy (tiếng Ukraina: Володимир Олександрович Зеленський; sinh ngày 25 tháng 1 năm 1978 tại Kryvyi Rih, Dnipropetrovsk) là một chính trị gia kiêm Tổng thống thứ 6 và hiện tại của Ukraina kể từ ngày 20 tháng 5 năm 2019. Ông giành chiến thắng trong cuộc bầu cử tổng thống Ukraina với hơn 70% số phiếu, đánh bại tổng thống đương nhiệm khi đó là Petro Poroshenko. Sáu tháng trước khi Zelenskyy tuyên bố ứng cử vào ngày 31 tháng 12 năm 2018, ông đã là một trong những người đi đầu trong các cuộc thăm dò dư luận cho cuộc bầu cử.
Trước khi nhậm chức, ông đã nổi tiếng với tư cách là một người dẫn chương trình, diễn viên, diễn viên hài, đạo diễn, nhà sản xuất và là nhà biên kịch. Ông là đồng sở hữu và giám đốc nghệ thuật của Kvartal-95 Studio (2003–2019) và tổng sản xuất của kênh Inter TV (2010–2012).
Ông đã tham gia sản xuất hơn hai mươi bộ phim và phim truyền hình với tư cách là một diễn viên, bao gồm: Love in the Big City (Tình yêu bên trong thành phố lớn); 8 First Dates (Tạm dịch: 8 Ngày thử thách); I, You, He, She (Tạm dịch: Chúng ta). Ông cũng góp phần là một nhà sản xuất, chẳng hạn như các phim: Matchmaker (Mai mối); I'll Be There (Anh sẽ ở đây); Love in the Big City 3 (Tình yêu bên trong thành phố lớn, phần 3). Đồng thời, ông cũng là biên kịch của phim Matchmaker và là diễn viên lồng tiếng phim Horton, The Adventures of Paddington và những phim khác.

Trong thời gian 2015–2018, ông đóng vai "Vasyl Holoborodko" trong phim truyền hình có tựa đề Слуга народу (Đầy tớ của nhân dân) – một giáo viên lịch sử được bầu làm Tổng thống Ukraine. Bộ phim truyền hình này đã nhiều lần bị buộc tội quảng cáo chính trị và ba tập đầu tiên mùa thứ ba của bộ phim đã được phát hành ngay trước vòng đầu tiên của cuộc bầu cử tổng thống năm 2019. Trong đó ông tham gia với tư cách là người được đề cử và giành được số lượng phiếu bầu lớn nhất. Sau khi giành chiến thắng trong vòng bầu cử thứ hai, ông được bầu làm tân tổng thống Ukraine.

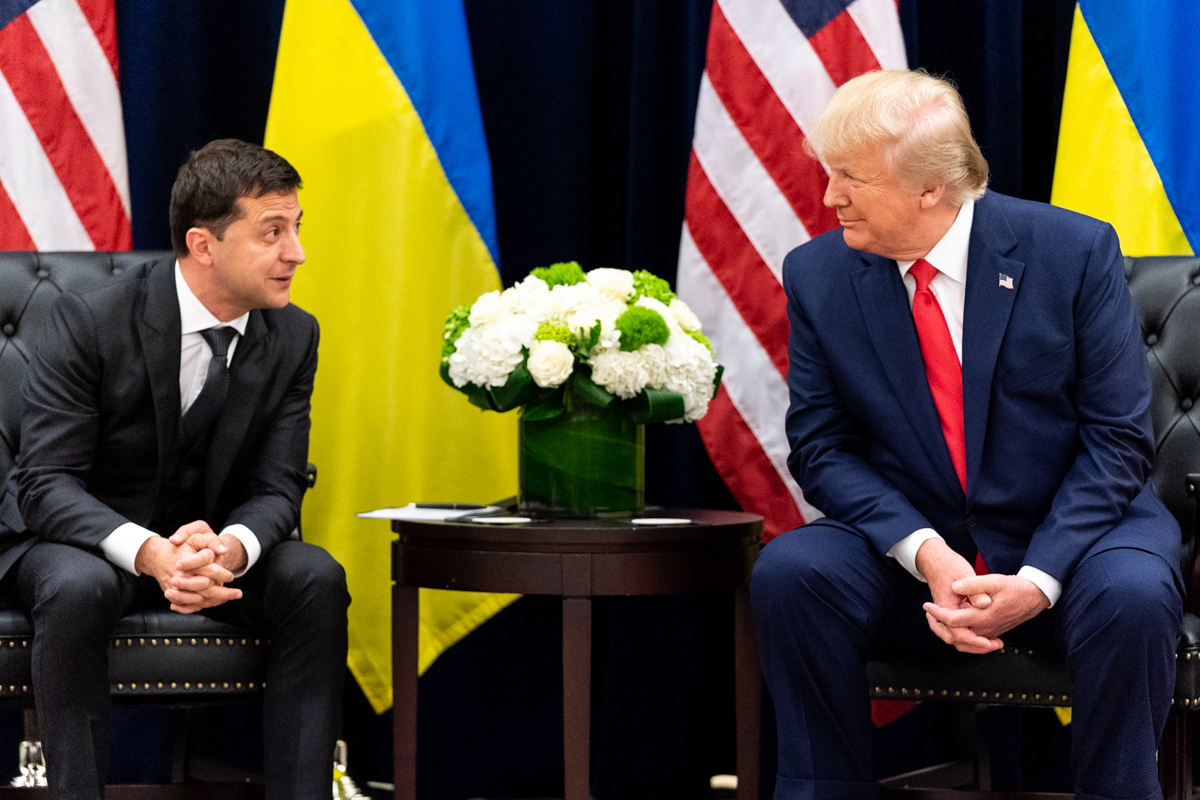
Zelenskyy và Tổng thống Mỹ Donald Trump tại cuộc hội đàm ở New York

Ông đã tuyên bố cắt đứt quan hệ ngoại giao với Nga vào ngày 24 tháng 2 năm 2022 khi Nga tiến hành một cuộc xâm lược (phía Nga gọi là "chiến dịch quân sự đặc biệt") nhằm vào Ukraina. Cùng trong ngày 24 tháng 2 năm 2022, ông đã ban bố thiết quân luật và lệnh tổng động viên trên toàn quốc.

## Tiểu sử
Zelenskyy sinh ngày 25 tháng 1 năm 1978 tại Kryvyi Rih, Cộng hòa xã hội chủ nghĩa Xô viết Ukraina (nay là Ukraina), có cha mẹ là người Do Thái.
Cha của ông, Oleksandr Zelenskyy, là một tiến sĩ khoa học, giáo sư, trưởng khoa tin học và công nghệ thông tin tại Viện Kinh tế Kryvyi Rih còn mẹ của ông, bà Rimma Zelenska, từng làm kỹ sư.
Trước khi vào trường ngữ pháp, ông đã sống bốn năm tại Mông Cổ (ở thành phố Erdenet), nơi cha ông làm việc.
Năm 16 tuổi, ông hoàn thành kỳ thi TOEFL tại Dnipro và nhận được tài trợ để sang Israel du học nhưng không thể xuất cảnh vì cha ông khi đó đã không cho phép. Ông được đào tạo về luật tại Viện Kinh tế Kryvyi Rih và Trường Đại học Kinh tế Quốc dân Kyiv. Tuy nhiên, sau này ông không hành nghề luật chuyên nghiệp.
Từ năm 2013 đến năm 2019, Zelenskyy là nhà sản xuất điều hành của Kvartal 95 Studio. Trước đó, vào năm 2011 đến 2012 , ông từng là tổng giám đốc điều hành PJSC “Inter TV Station”.